# Laucha an der Unstrut
Laucha an der Unstrut − miasto w Niemczech, w kraju związkowym Saksonia-Anhalt, w powiecie Burgenland, wchodzi w skład gminy związkowej Unstruttal.
1 lipca 2009 do miasta przyłączono gminy Burgscheidungen i Kirchscheidungen.

## Geografia
Laucha an der Unstrut leży na północny zachód od Naumburg (Saale), nad rzeką Unstruta. Przez miasto przebiega droga krajowa B176.
Dzielnice miasta:
- Burgscheidungen
- Dorndorf
- Kirchscheidungen
- Plößnitz
- Tröbsdorf

## Zabytki
- Ratusz z XVI w.
- Kościół Mariacki(inne języki) z XV w. (późnogotycki)
- Dom na rogu ulic Obere Hauptstrasse i Grosse Salzstrasse z łacińską tablicą upamiętniającą króla Polski Augusta II Mocnego z ok. 1730
- Mury miejskie i Brama Górna
- Zamek Burgscheidungen

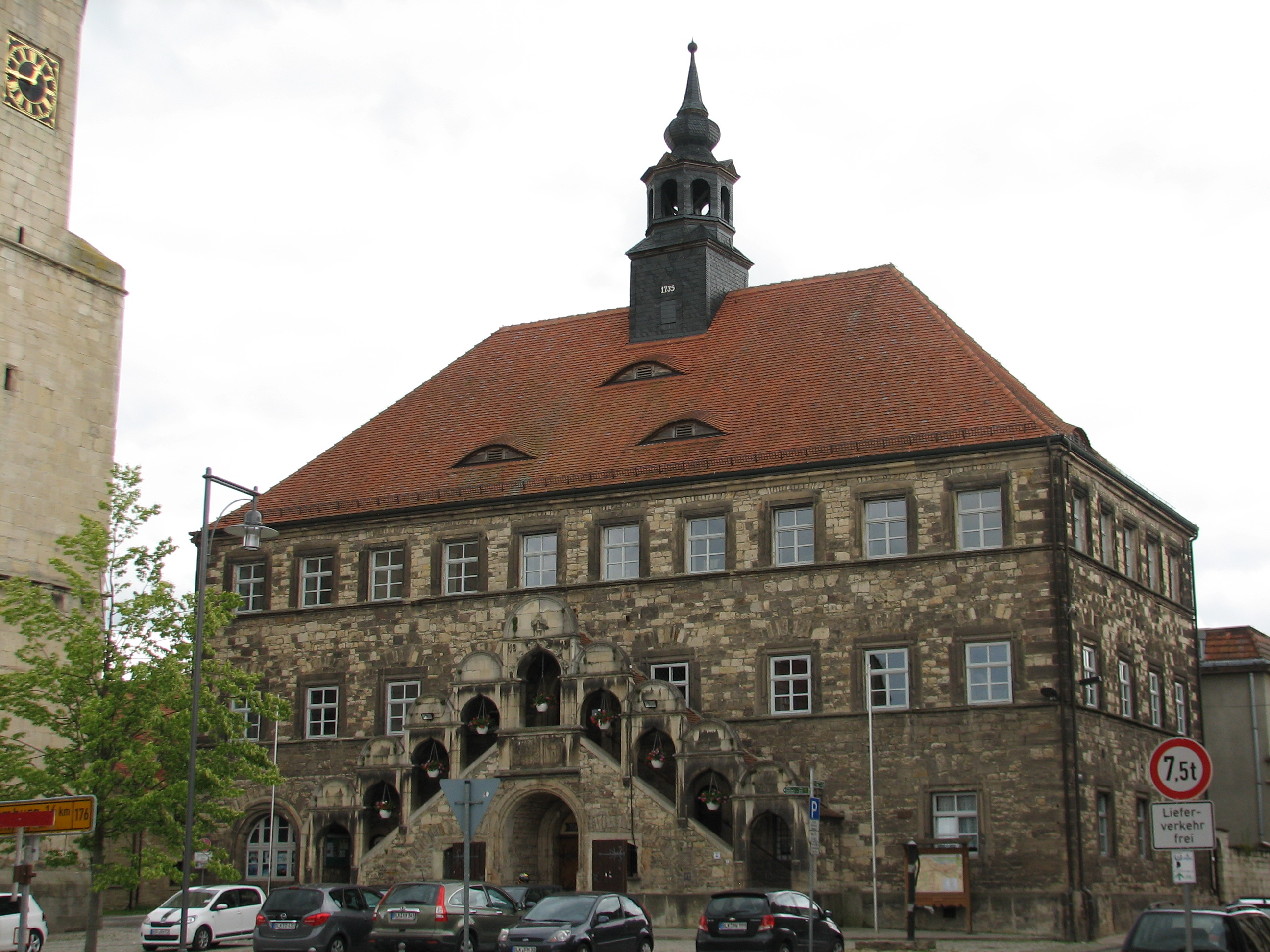
Ratusz
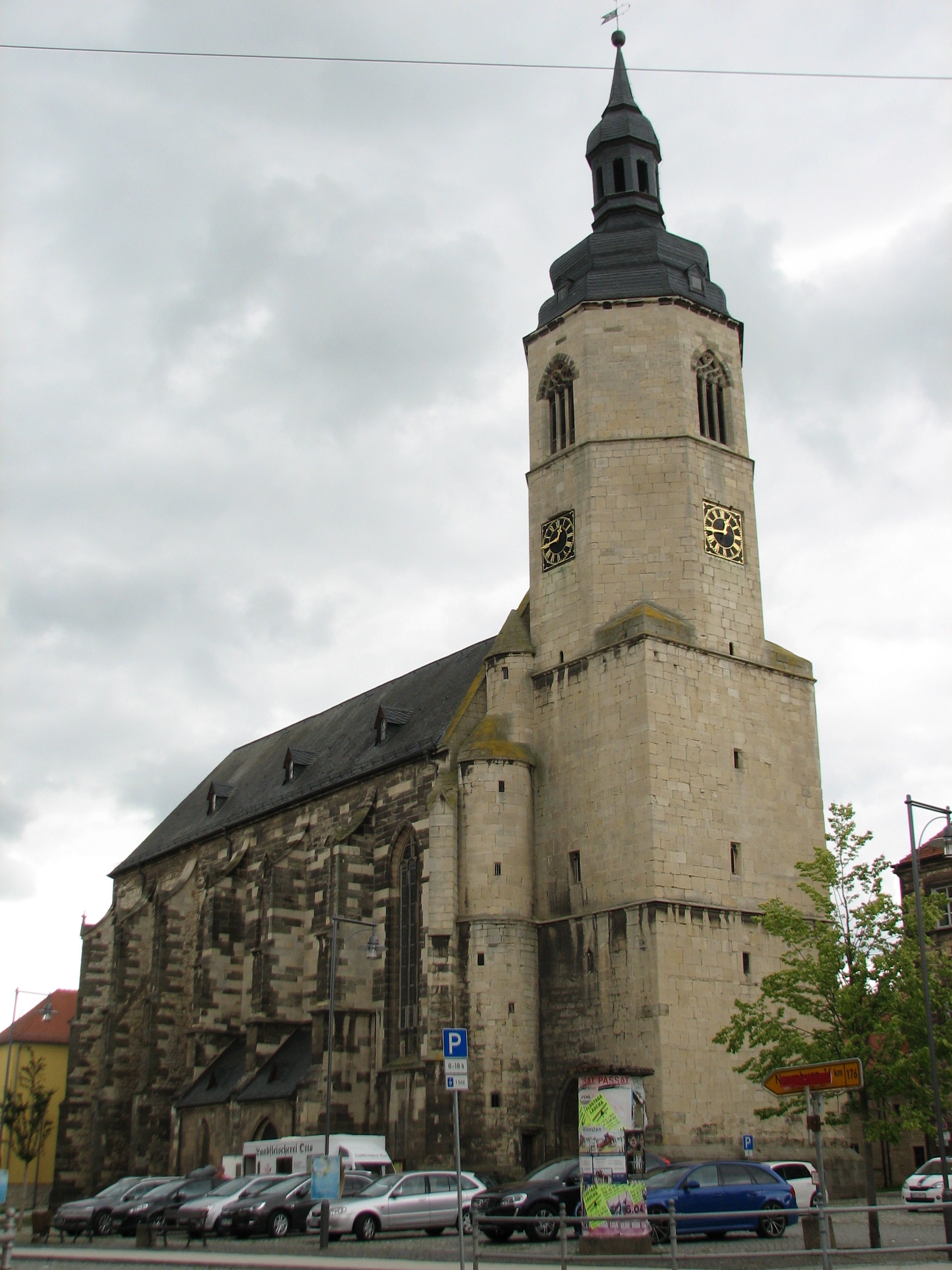
Kościół Mariacki
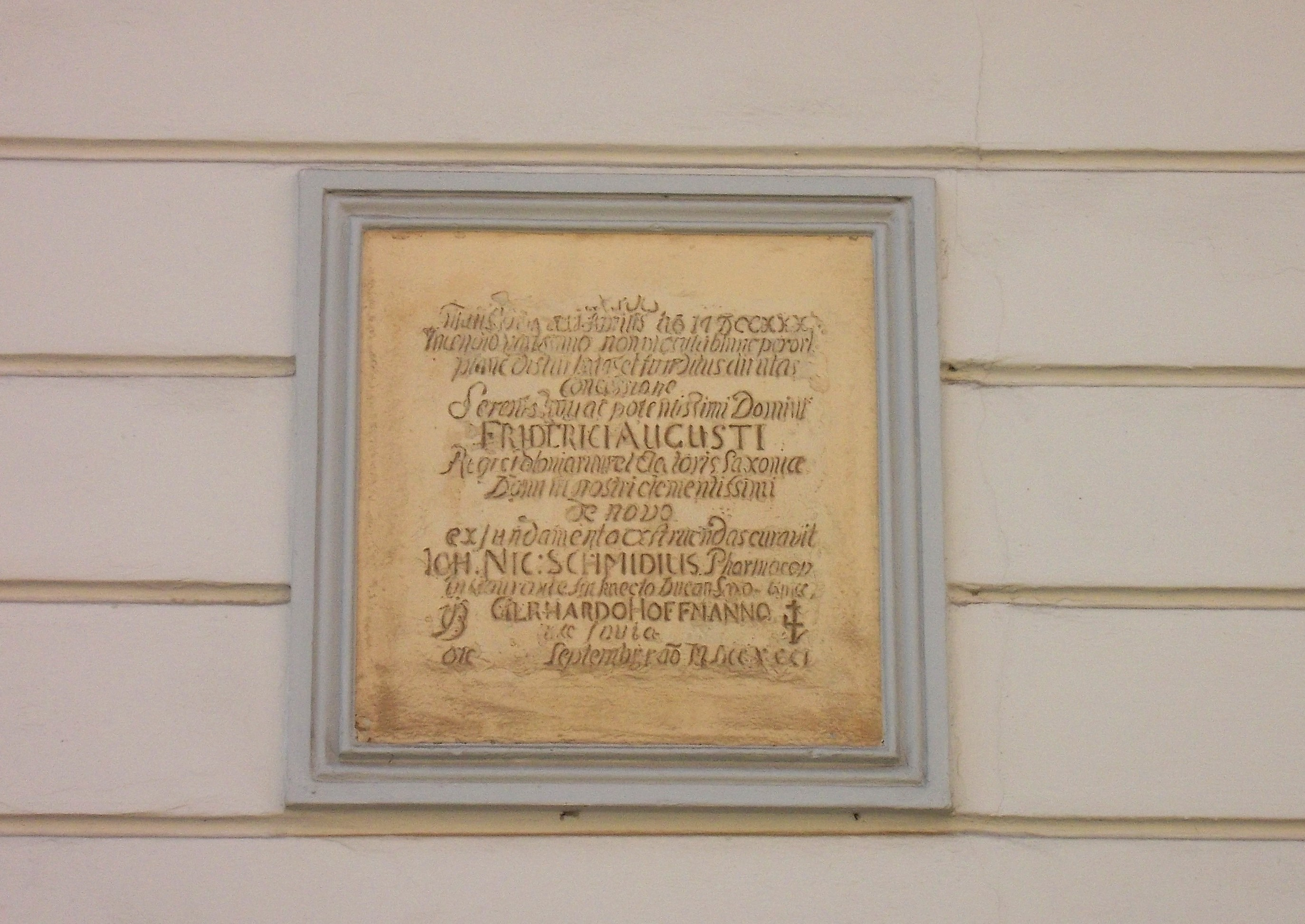
Tablica upamiętniająca króla Augusta II
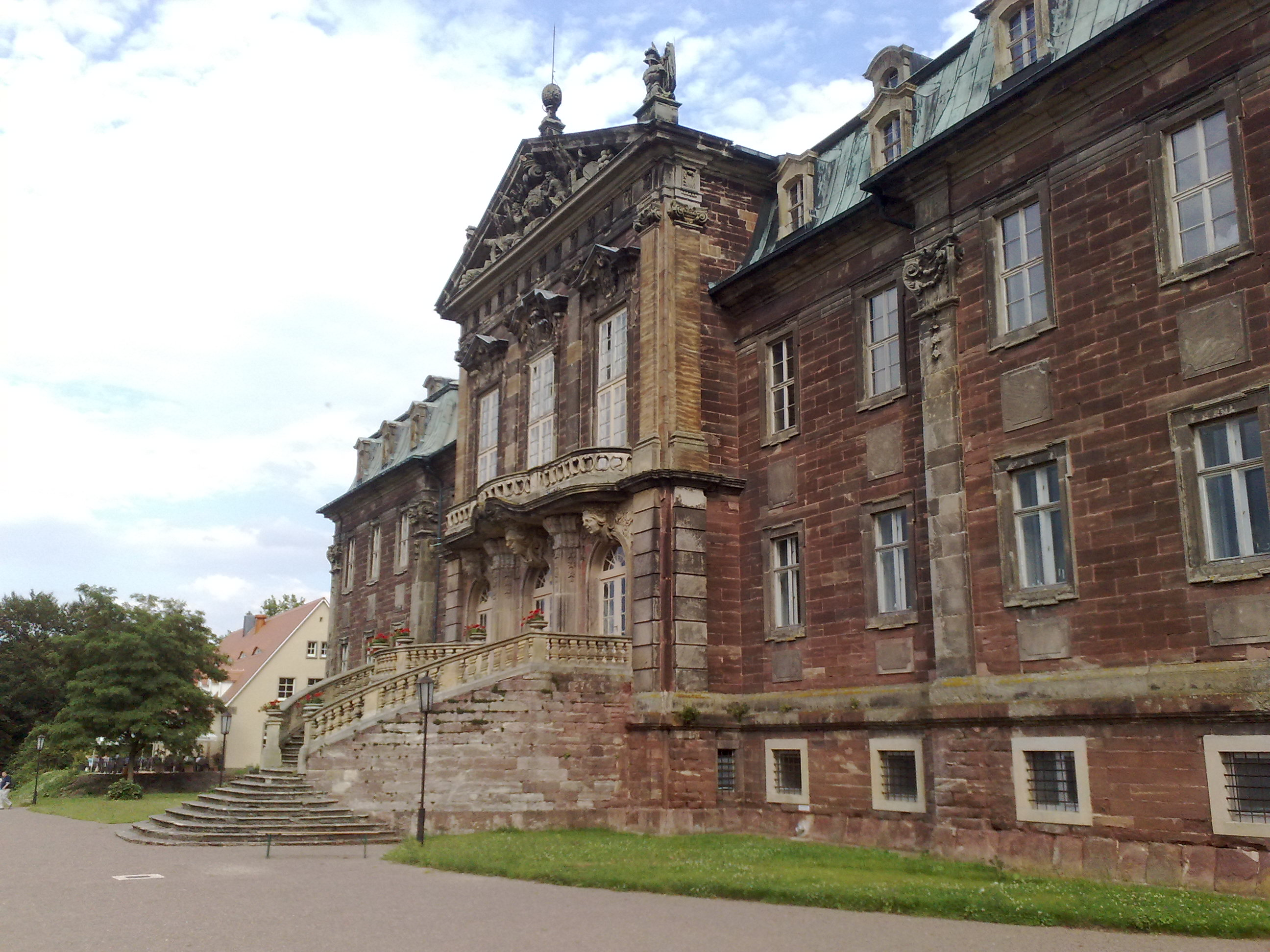
Zamek Burgscheidungen